# École normale d'instituteurs de Metz
L’École normale d’instituteurs, ou Lehrerseminar, actuel Institut national supérieur du professorat et de l'éducation (INSPÉ) de Metz, est située 16, rue de la Victoire à Montigny-lès-Metz.

## Contexte historique
Pendant l’annexion, Metz se transforme sous l’action des autorités allemandes qui décident de faire de son urbanisme une vitrine de l’empire wilhelmien. L’éclectisme architectural se traduit par l’apparition de nombreux édifices de style néoroman, tels la poste centrale, le temple Neuf ou une nouvelle gare ferroviaire ; de style néogothique tels le portail de la cathédrale et le temple de Garnison, ou encore de style néorenaissance tel le palais du Gouverneur. Le Lehrerseminar illustre cette politique de germanisation par l’architecture déployée par Guillaume II pour asseoir son emprise sur la ville.

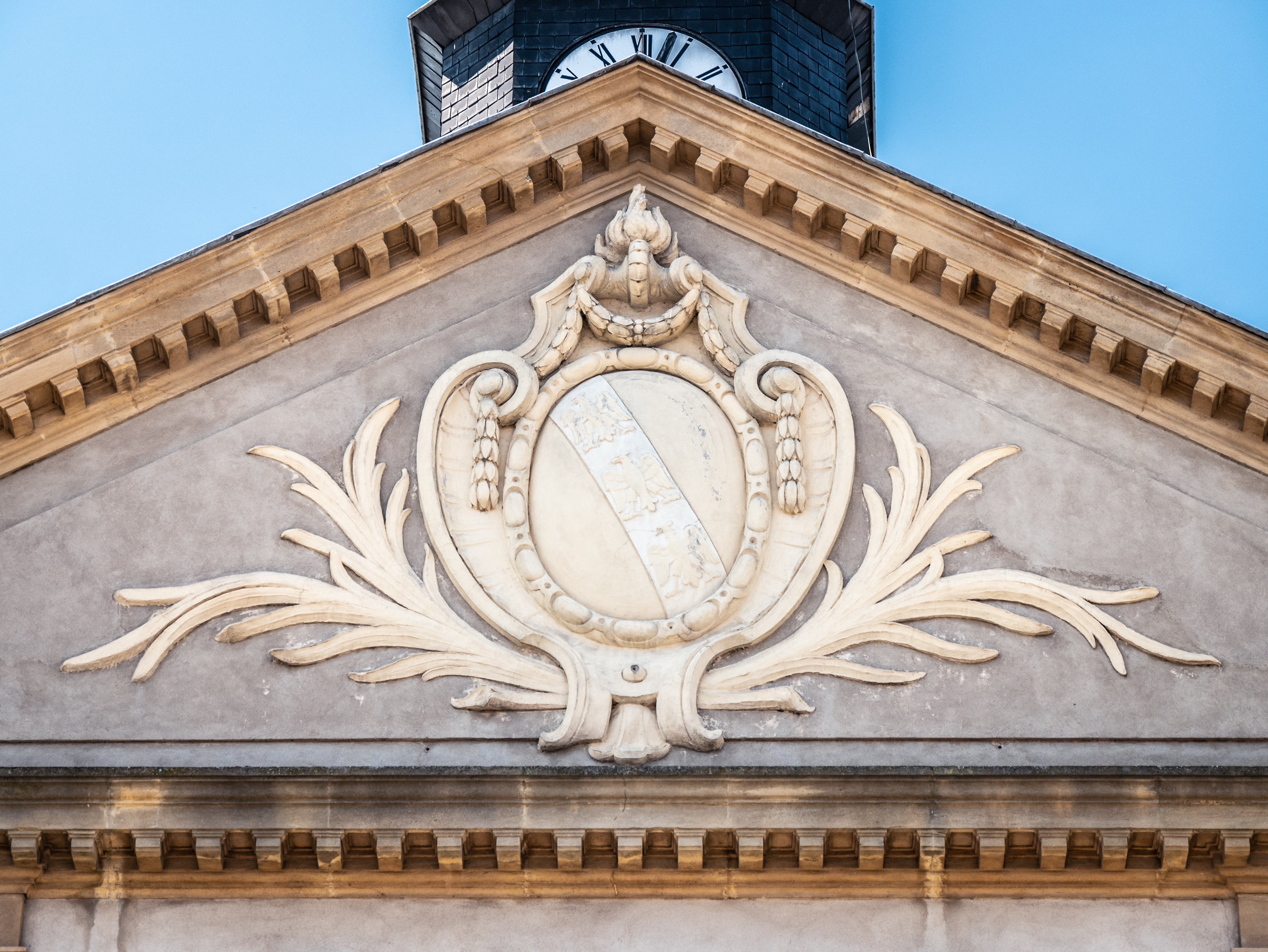
Devanture de l'école côté Est.

## Construction et aménagements
La décision de doter la ville de Metz d’un Lehrerseminar, une école pour les instituteurs, est prise au tournant du siècle. Le projet, arrêté en 1906, prévoit un établissement scolaire pour 120 élèves-instituteurs, avec gymnase et jardin botanique pédagogique. Le rez-de-chaussée, qui couvre 1 290 m2, est dédié à des salles de classe, avec une intendance et un réfectoire. Le premier étage accueille une salle de musique, une salle de piano, une salle de violon, une salle pour orgues, une salle de dessin et une bibliothèque. Le dernier étage est dédié aux dortoirs et aux logements pour les enseignants. Un contrat est signé entre la Landesregierung et la commune de Montigny, celle-ci devant fournir gratuitement un terrain sur la Vogteistrasse, et y construire un bâtiment selon des plans imposés. L’édifice est construit en 1910. Il est alors remis par le Bürgermeister Steinmetz de Montigny au Statthalter d'Alsace-Lorraine. Si l’inauguration officielle est organisée le 19 juin 1911, la première rentrée scolaire a lieu dès le mois d’octobre 1910.

## Affectations successives
Dès 1914, le Lehrerseminar Montigny est investi par les autorités militaires et transformé en Festungslazarett, un hôpital militaire de place-forte. Metz en compte une trentaine à l’époque. Les prisonniers français y sont bien traités. L’édifice retrouve sa vocation première en avril 1919 après le retour de l’Alsace-Lorraine à la France. Lorsque survient la Seconde Guerre mondiale, l’édifice est repris pas les autorités allemandes. Le bâtiment est rendu à sa destination première en janvier 1945. En hommage aux anciens élèves de l’École Normale morts pour la France, une plaque a été posée le 4 mars 1951. L’édifice accueille aujourd’hui l’Institut universitaire de formation des maîtres de Metz.